# Major Melinda
Major Melinda (Debrecen, 1974. április 20. –) magyar színművész, szinkronszínész, modell és műsorvezető.

## Élete
Általános iskolába Tégláson járt, majd később Gubás Gabival és Botos Évával járt együtt a debreceni drámatagozatos gimnáziumba. Későbbi pályatársai a Színház- és Filmművészeti Egyetemre felvételiztek – Melinda csak elkísérte őket. Ám a tanárok úgy gondolták, hogy nagy tehetség lakozik benne, ezért biztatták. Ha már ott van, akkor próbálja meg ő is, hiszen nincs mit veszítenie, csakis nyerhet rajta. Első nekifutásra felvették. 1996-ban diplomáztak.
Két év elteltével, 1998-ban a Miskolci Nemzeti Színházhoz szegődött. Még ugyanebben az évben Bolygó Kultusz Motel tagja lett. A társulati tagságot egy év múlva szabadúszásra váltotta, majd 2002-ben a Nemzeti Színház tagja lett, ahol 2008-ig játszott. Számos színpadi szerep fűződik a nevéhez, amelyben zseniálisan lenyűgöző színészi tehetségről tett tanúbizonyságot. Különösen közel állt hozzá a Sárga liliom renitens Rád Marija, akinek karakterébe – Mohácsi János rendező jóvoltából – a rögtönzésre is lehetősége nyílt, azaz félig-meddig maga írhatta meg a szerepet. 2011 és 2017 között a tatabányai Jászai Mari Színház tagja volt.
A főszereplő Hámori Gabriella egyik barátnőjét, Pirkó Vikit játszotta az Állítsátok meg Terézanyut! című filmben, mely Rácz Zsuzsa azonos című lektűrje alapján készült. Feltűnt A mi szerelmünkben, és A Hídemberben is. Több alkalommal kölcsönözte hangját Kate Winsletnek, Rachel McAdamsnek, és Keira Knightley-nak is, akiket már el sem tudnánk képzelni, az ő hangja nélkül. A Kórház a város szélén 20 év múlva című sorozatban dr. Machovcovát, a 112 – Életmentőkben Stefanie Feltent szinkronizálta. (További szinkronszerepeit lásd lentebb!)
A színésznő egy főváros környéki településen él, lányával, Orsolya Eszterrel.
Műsorvezető volt az Echo TV-nél (az Echo TV női hangja is ő volt) és a Tudakozó című közéleti műsor Kultúrklub rovatát vezette.

## Színházi szerepek

### József Attila Színház
- William Shakespeare – Katalin: A makrancos hölgy (2000. december 16.)
- Ken Ludwig – Maggie: Botrány az Operában (2001. március 10.)

### Gyulai Várszínház
- Katona József: Bánk bán (dráma) (2001. május 7.)

### Nemzeti Színház
- William Shakespeare – Miranda: A vihar (2002. március 23.)
- Henrik Ibsen – Ingrid: Peer Gynt (2002. október 18.)
- Weöres Sándor: A holdbeli csónakos (2003. október 17.)
- Karinthy Frigyes – Lendvainé: Holnap reggel (2003. október 18.)
- Shakespeare: III. Richard (2004. november 4.)
- Ödön von Horváth – Nagyságos Asszony: Mesél a bécsi erdő (2007. február 8.)
- Szomory Dezső – Maltinszky Manci: Hermelin (2007. április 20.)
- Fjodor Mihajlovics Dosztojevszkij: Ördögök (2007. október 29.)
- Rejtő Jenő, Hamvai-Darvas B. – Varró – Ursina Petrovna: Vesztegzár a Grand Hotelben (2008. április 6.)

### Bolygó Kultusz Motel
- Marc von Henning: Elfelejtett álom
- Prepaliczay Major Róza – A helység kalapácsa avagy színészbüfé
- Eugène Ionesco – Mrs. Martin: A kopasz énekesnő
- Ariano Suassuna – Bohóc: A kutya testamentuma
- Steven Berkoff: Nyafogók

### Thália Színház
- Lázár Ervin: A hétfejű tündér

### Szkéné Színház
- Eugene Ionesco – Mrs. Martin : A kopasz énekesnő

## Sorozatbeli szinkronszerepek
- A csábítás földjén: Valentina Villalba Rangel
- 112 – Életmentők: Stefanie 'Steffi' Felten – Joséphine Thiel
- A csillagjegyek ura: Esther Delaître – Claire Keim
- A küszöb: Dr. Molly Anne Caffrey – Carla Gugino
- A szökés (televíziós sorozat): Dr. Sara Tancredi – Sarah Wayne Callies
- Az ügynökség (film): Lisa Fabrizzi – Gloria Reuben
- Bűnös vágyak: Florencia Landucci – Altaír Jarabo
- Chuck: Eleanore 'Ellie' Fay Bartowski – Sarah Lancaster
- Cleopatra 2525: Cleopatra "Cleo" – Jennifer Sky
- Csillagjegyek: Esther Delaître – Claire Keim
- Darma és Greg: Dharma Freedom Finklestein Montgomery – Jenna Elfman (új verzió)
- Dolmen – Rejtelmek szigete: Marie Kermeur – Ingrid Chauvin
- Dowling atya nyomoz: Sister Stephanie 'Steve' Oskowski – Tracy Nelson (2.hang)
- Egyik kopó másik zsaru (Tequila és Bonetti): Angela Garcia – Mariska Hargitay
- Esküdt ellenségek – Bűnös szándék: Detective Nola Falacci – Alicia Witt
- Értelem és érzelem: Fanny Dashwood – Claire Skinner
- FlashForward – A jövő emlékei: Dr. Olivia Benford – Sonya Walger
- Gyilkos számok: Terry Lake – Sabrina Lloyd
- Három nő, egy nyári este: Julie Leroy – Agathe De La Boulay
- A Hős legendája: Cara Mason – Tabrett Bethel
- Internátus (televíziós sorozat): María Almagro – Marta Torné
- Jake 2.0: Diane Hughes – Keegan Connor Tracy
- Kardok királynője: Marta – Paulina Gálvez
- Kettős élet: Angelica Estrada – Anahí
- Kórház a város szélén 20 év múlva: Dr. Machovcová – Barbora Hrzánová
- Lety, a csúnya lány: Marcia Villarroel – Elizabeth Alvarez
- Megas XLR: Kiva – Wendee Lee
- Minden lében négy kanál: Fiona Glenanne – Gabrielle Anwar
- Ördögi kör: Manuela Davila – Gaby Espino
- Riválisok: Gabriela Islas – Marisol del Olmo
- Szerelem zálogba: Fabiola Guillén Almonte – Lisset
- Szoknyás fejvadász: Brandi Thorson – Jordana Spiro
- Tarzan 2.: Jane Porter – Sarah Wayne Callies
- Tengeri őrjárat: Margherita Scanò – Vanessa Gravina
- The Cleaner – A Független: Melissa Banks – Amy Price-Francis
- Titkok: Marina Devaux – Ingrid Chauvin
- True Blood – Inni és élni hagyni: Arlene Fowler – Carrie Preston
- Ügyvédek: Helen Gamble – Lara Flynn Boyle (2. hang)
- Vad szenvedélyek: Leticia Flores de Guelar – Millie Stegman
- Vad szív: Rosenda Frutos de Fonteak – Elizabeth Gutierrez

## Filmbeli szinkronszerepek
- A dolgok állása: Della Frye – Rachel McAdams
- A felolvasó: Hanna Schmitz – Kate Winslet
- Az időutazó felesége: Claire Abshire – Rachel McAdams
- Az utolsó csók: Giulia – Giovanna Mezzogiorno
- 80 nap alatt a Föld körül (film, 2004): Monique La Roche – Cécile De France
- Beépített szépség: Mary Jo Wright, Miss Texas – Deirdre Quinn
- Egy boltkóros naplója: Rebecca Bloomwood – Isla Fisher
- Egy gésa emlékiratai (film): Chiyo / Sayuri – Ziyi Zhang
- Fogadom: Paige Collins – Rachel McAdams
- Másnaposok: Jade – Heather Graham
- Pocahontas: Pocahontas – Irene Bedard
- Pocahontas 2. – Vár egy új világ: Pocahontas – Irene Bedard
- Sherlock Holmes: Irene Adler – Rachel McAdams
- Sherlock Holmes 2. – Árnyjáték: Irene Adler – Rachel McAdams
- Szerelemmel fűszerezve: Tilo – Aishwarya Rai
- Szerelmünk lapjai: Allison Hamilton – Rachel McAdams
- Vasember: Virginia "Pepper" Potts – Gwyneth Paltrow
- Vasember 2.: Virginia "Pepper" Potts – Gwyneth Paltrow
- Vasember 3.: Virginia "Pepper" Potts – Gwyneth Paltrow
- Leszek a feleségem: Isabelle Darden – Erica Durance

## Filmek, sorozatok
- Offenbachs Geheimnis (1996) (TV) .... Sophia, Gräfin de Morny
- Komédiások .... Sára (1 epizód, 2000)
- A mi szerelmünk (2000) .... Emmi
- Millenniumi mesék .... Rozália (1 epizód, 2000)
- A Hídember (2002) .... Countess Batthyányi
- Chacho Rom (2002) .... Alíz
- Állítsátok meg Terézanyut! (2004) .... Pirkó Viki
- Tűzvonalban (1 epizód, 2008)
- Fapad (2014) ....Negyven körüli nő
- Barátok közt (2013–2015) .... Szepesi Anikó
- Jóban Rosszban (2018–2021).... Dr. Molnár Dorina